# كورتيس غانز
كورتيس غانز (بالإنجليزية: Curtis Gans)‏ هو عالم سياسة أمريكي، ولد في 17 يونيو 1937 في بروكلين في الولايات المتحدة، وتوفي في 15 مارس 2015 في فريدريك في الولايات المتحدة بسبب سرطان الرئة.

## وصلات خارجية
- كورتيس غانز على موقع IMDb (الإنجليزية)